# Grand Front Osaka

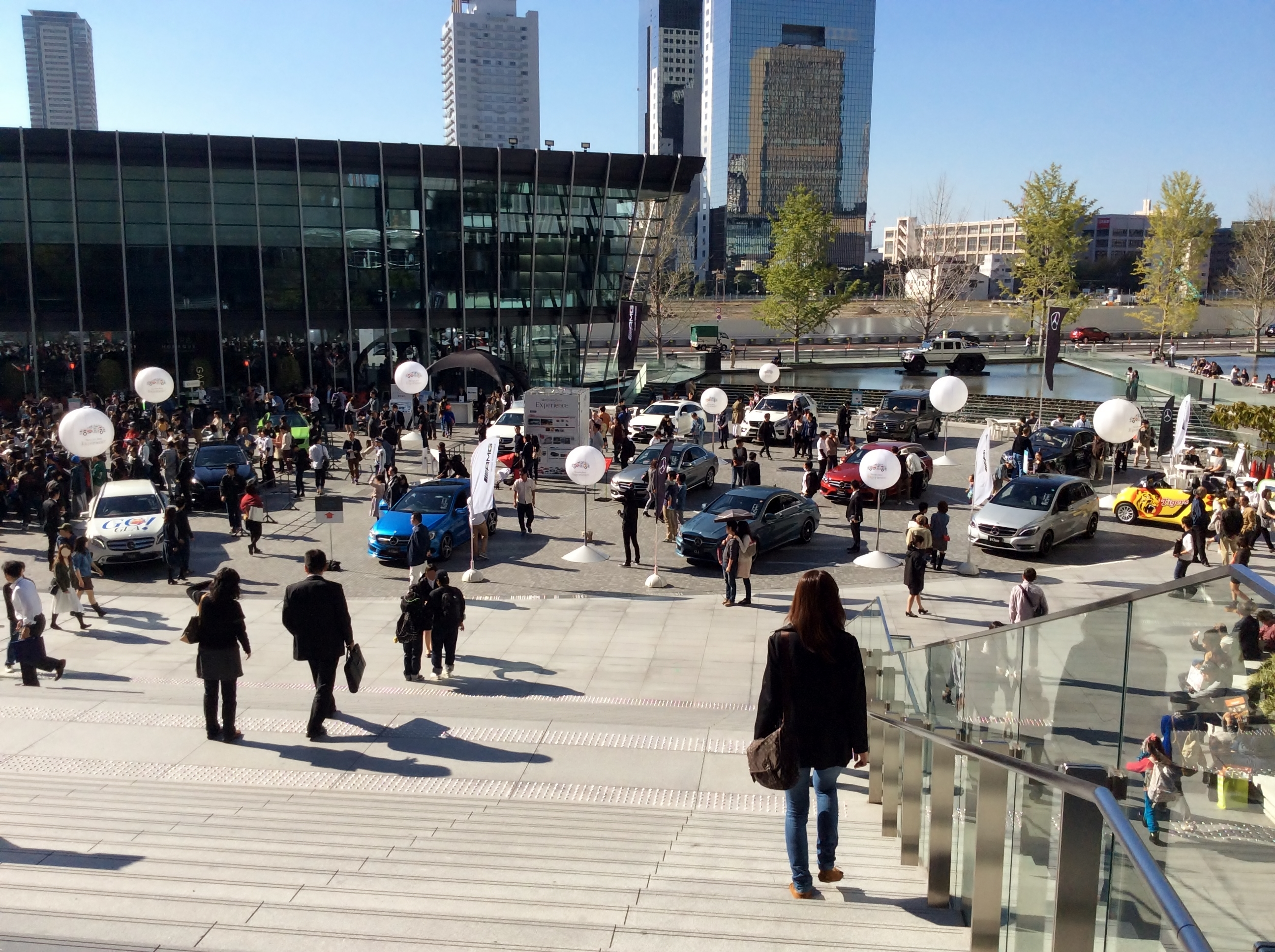
Umekita廣場佔地近十萬呎，用作舉行各種活動之用

Grand Front Osaka 位於日本大阪市北區大深町4番20號，毗鄰大阪站，是綜合商住發展計劃，設四棟建築，包括商場、辦公室、大阪洲際酒店及住宅，總投資額約億日元，於2013年4月26日開幕。前身為梅田站貨運場。

## 商場
商場分為南館及北館兩座大樓，面積達48萬呎，樓高各12層，於2013年4月26日開幕。場內設266間商舖，有3間為日本初登場，72間為關西初登場的新店舖，如 ZARA HOME、Ron Herman等。
戶外設佔地近十萬呎梅北廣場（うめきた広場），用作舉行各種活動之用。

### 南館
樓高38層，地庫三層，商場上蓋為寫字樓A座。由三菱地產、NTT Urban Development Corporation、大阪站北地區開發TMK、積水房屋、北美資產的特定目的公司、阪急電鉄及MEC發展開發項目。　
商場樓高9層，設眾多類型租戶，包括多個流行的時裝品牌、雜貨店、大型書店，餐廳和咖啡店。而7至8樓UMEKITA FLOOR，設16家餐廳，包括酒吧以至日式、西式及中菜食店。9樓設平台花園和寫字樓A座大堂。
場內亦設特色租戶，包括地庫設品嘗各地美酒的啤酒及美酒博物館；地庫至1樓為高科技體驗的Knowledge Capital及Panasonic Center。

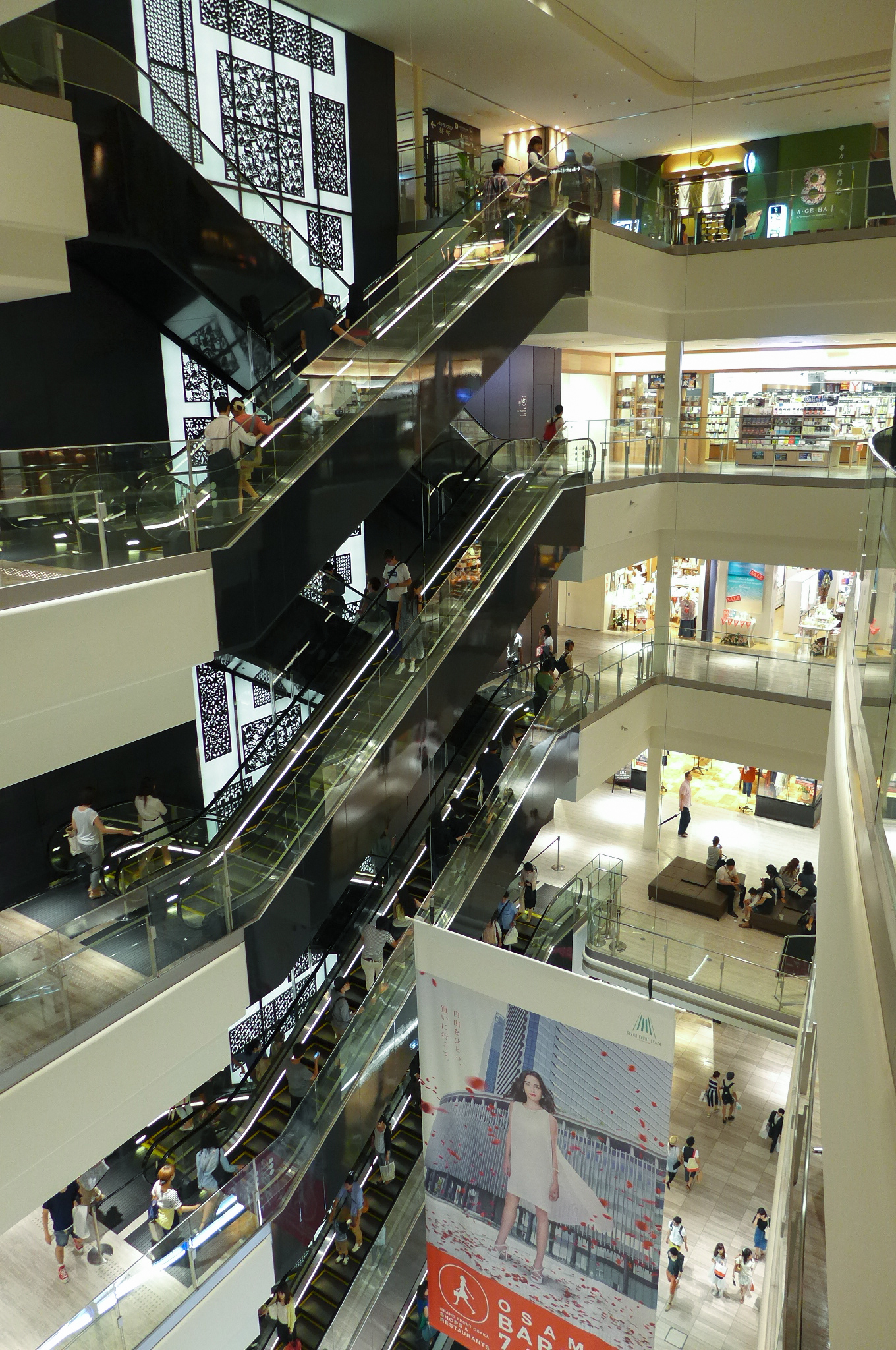
中庭
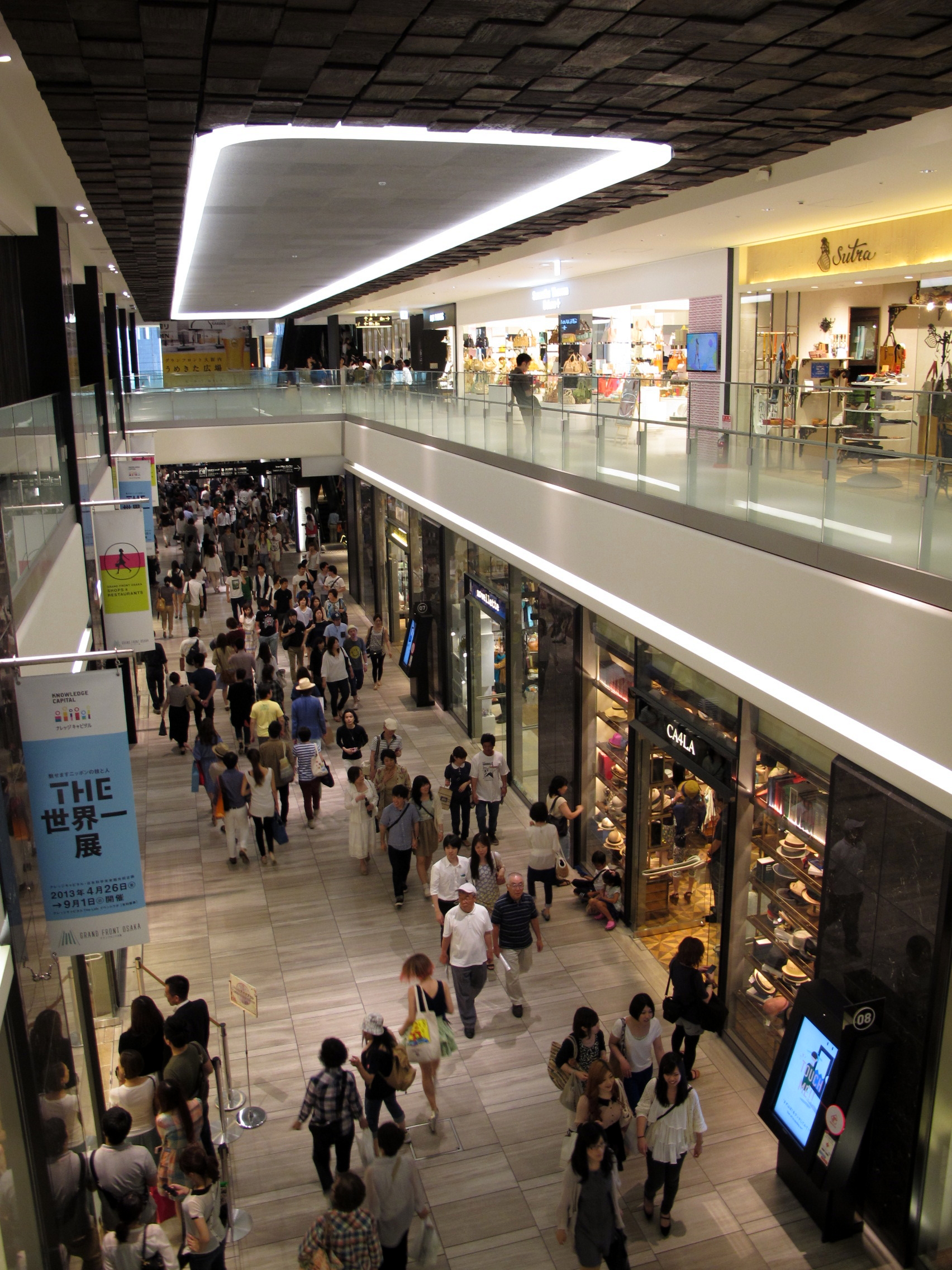
1樓和2樓商店
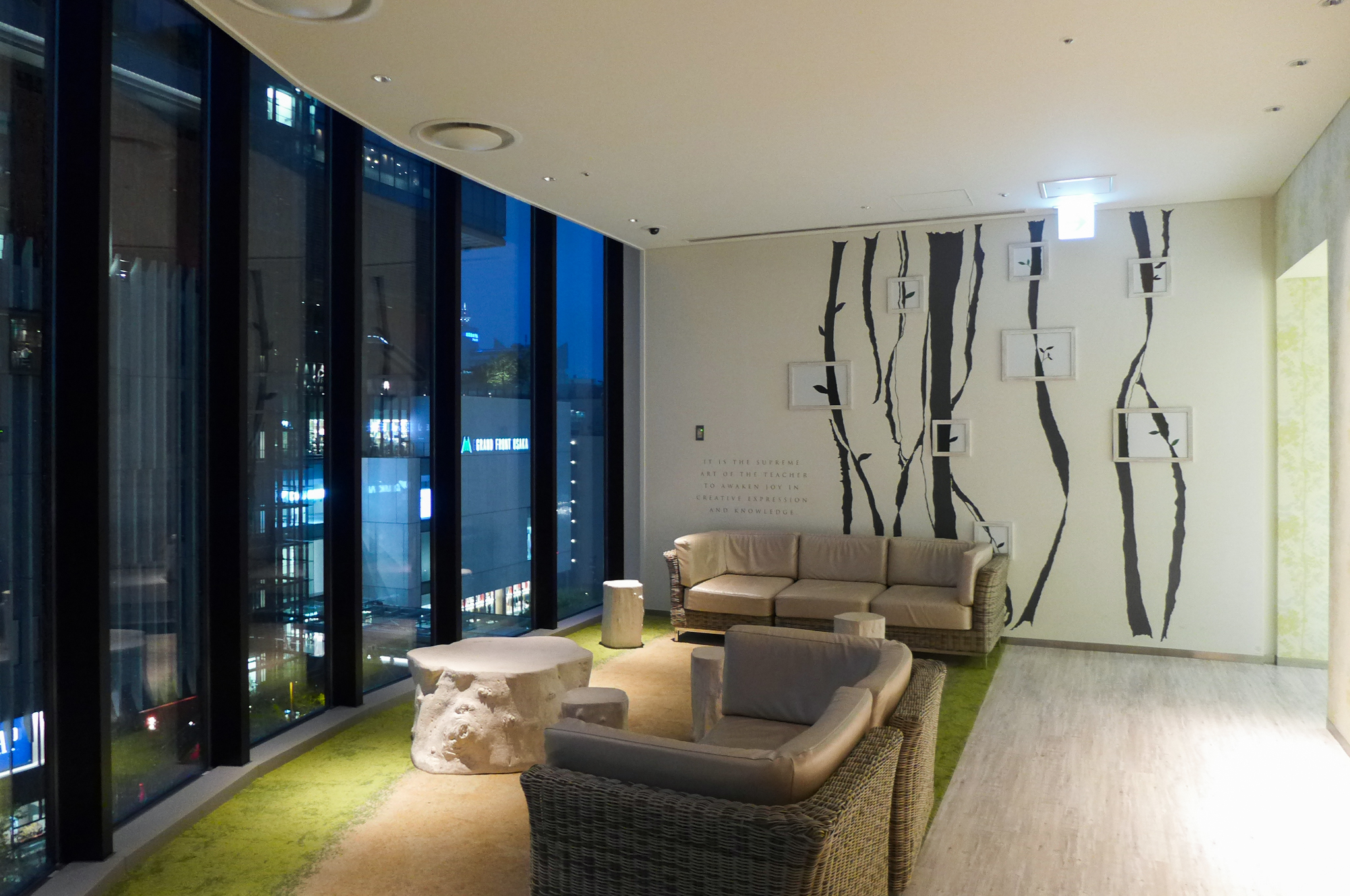
6樓洗手間外休憩區
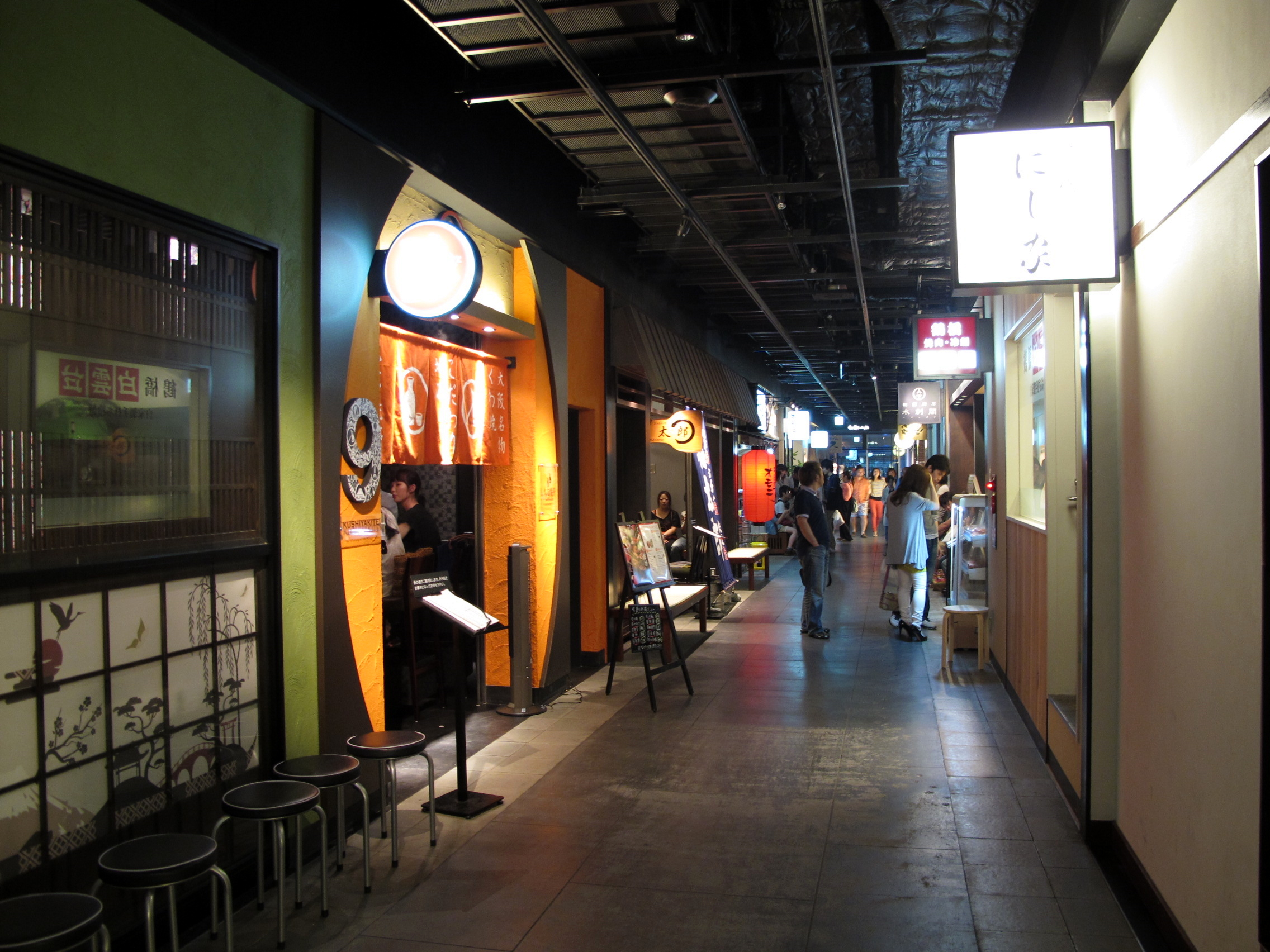
7樓餐廳
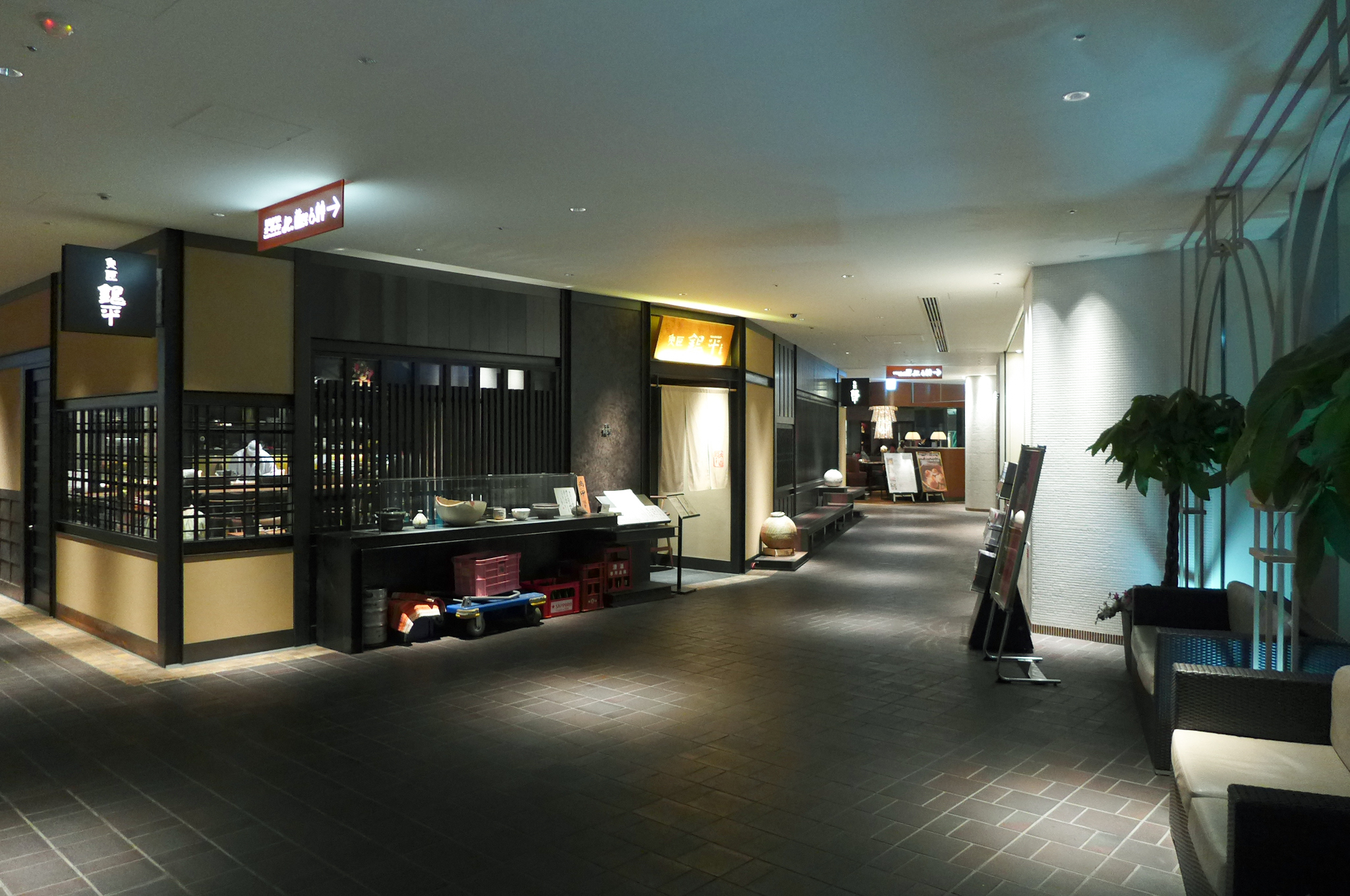
8樓餐廳
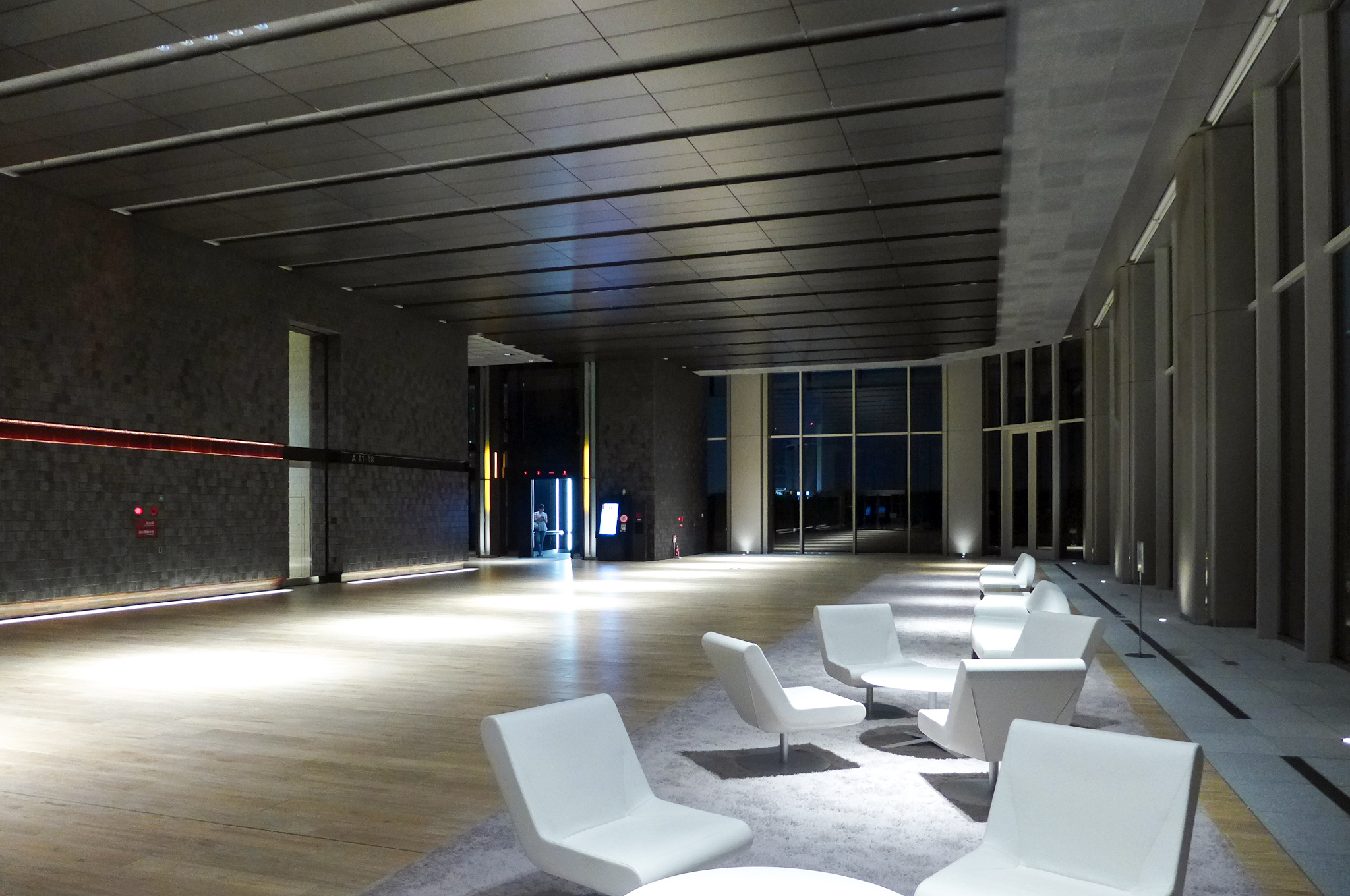
9樓寫字樓大堂

### 北館

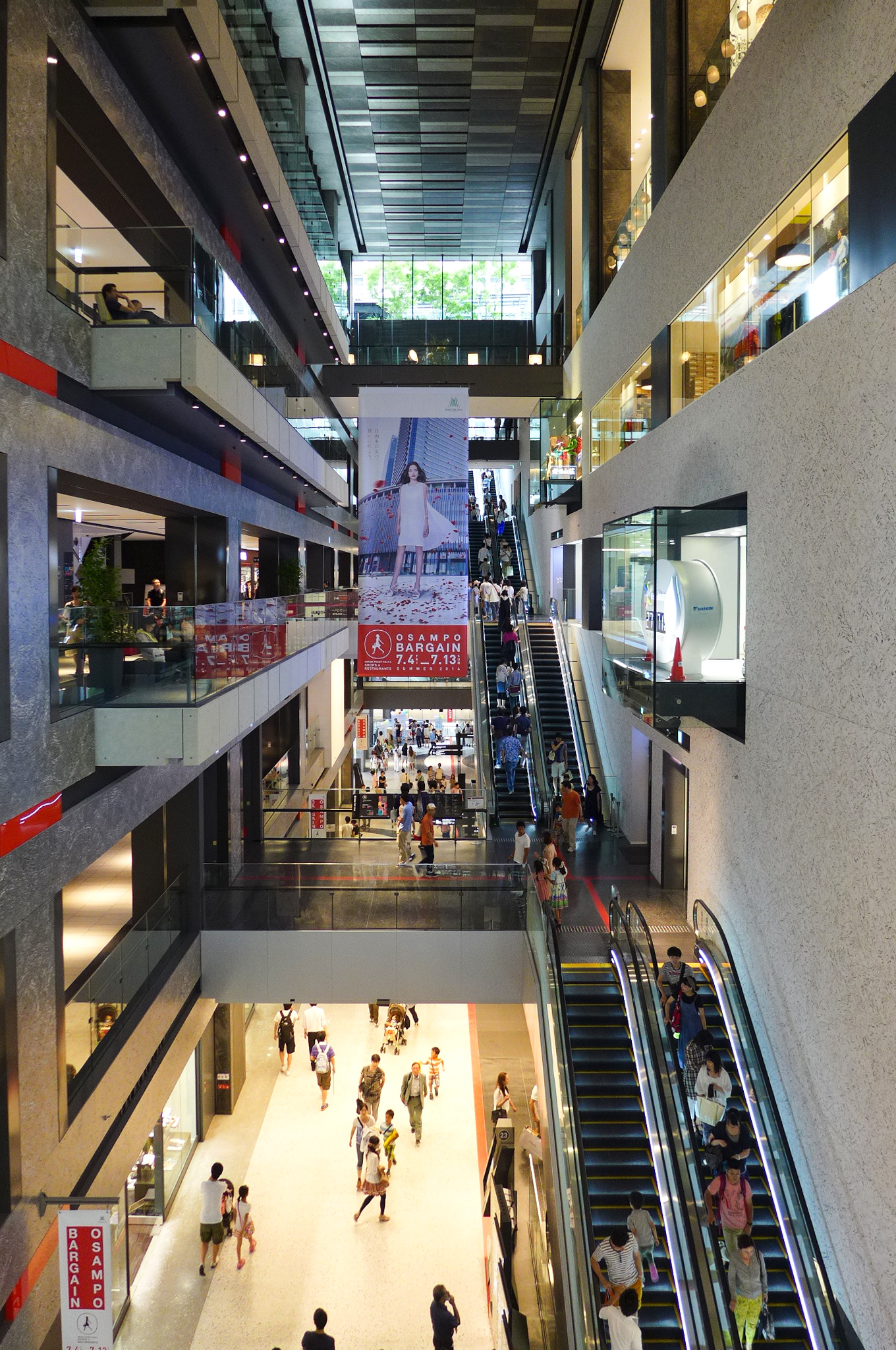
北館中庭

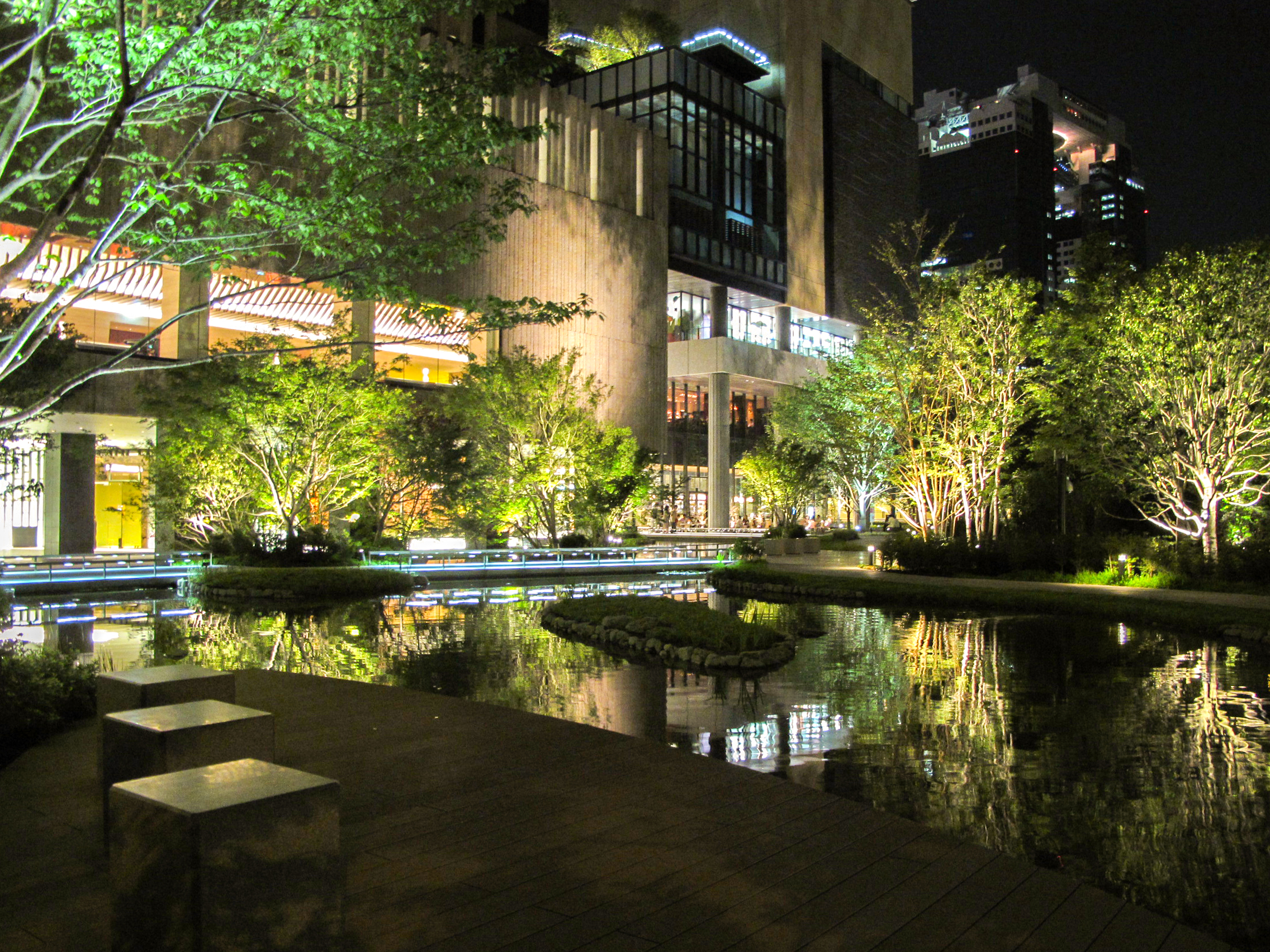
北館外的公園設有水景設計

由寫字樓B座，五星級酒店「大阪洲際酒店」和商場組成。
北館為KNOWLEDGE CAPITAL，不少店舖講求互動體驗。B1層設世界啤酒博物館，1樓設Mercedes me咖啡廳、家品店ZARA HOME和ACTUS，亦有數間時裝店；2樓主要有服裝店GAP、SENSE OF PLACE by URBAN RESEARCH、眼鏡店Zoff、電訊公司SoftBank和docomo；3樓設玩具店遊戲區Bornelund、4樓為全關西最大的無印良品和Model House le Center；5樓的「好日山莊」在商場設立攀石牆，讓客人體驗與大自然玩遊戲的樂趣，同層亦設有多間家具建材和家具店。而6樓設營業至凌晨4點的「深夜食堂」8 Floor，有各式各樣的餐廳和酒吧。7樓有天台花園。
北館亦有體驗試玩的陳列室，包括位於2樓及3樓，展示日本最新科技的產品及技術The Lab、地庫的主題展覽場EVENT Lab、2樓的Suntory Whisky House、3樓可口可樂體驗店、3樓多功能劇場KNOWLEDGE THEATER和會員制沙龍KNOWLEDGE SALON等。

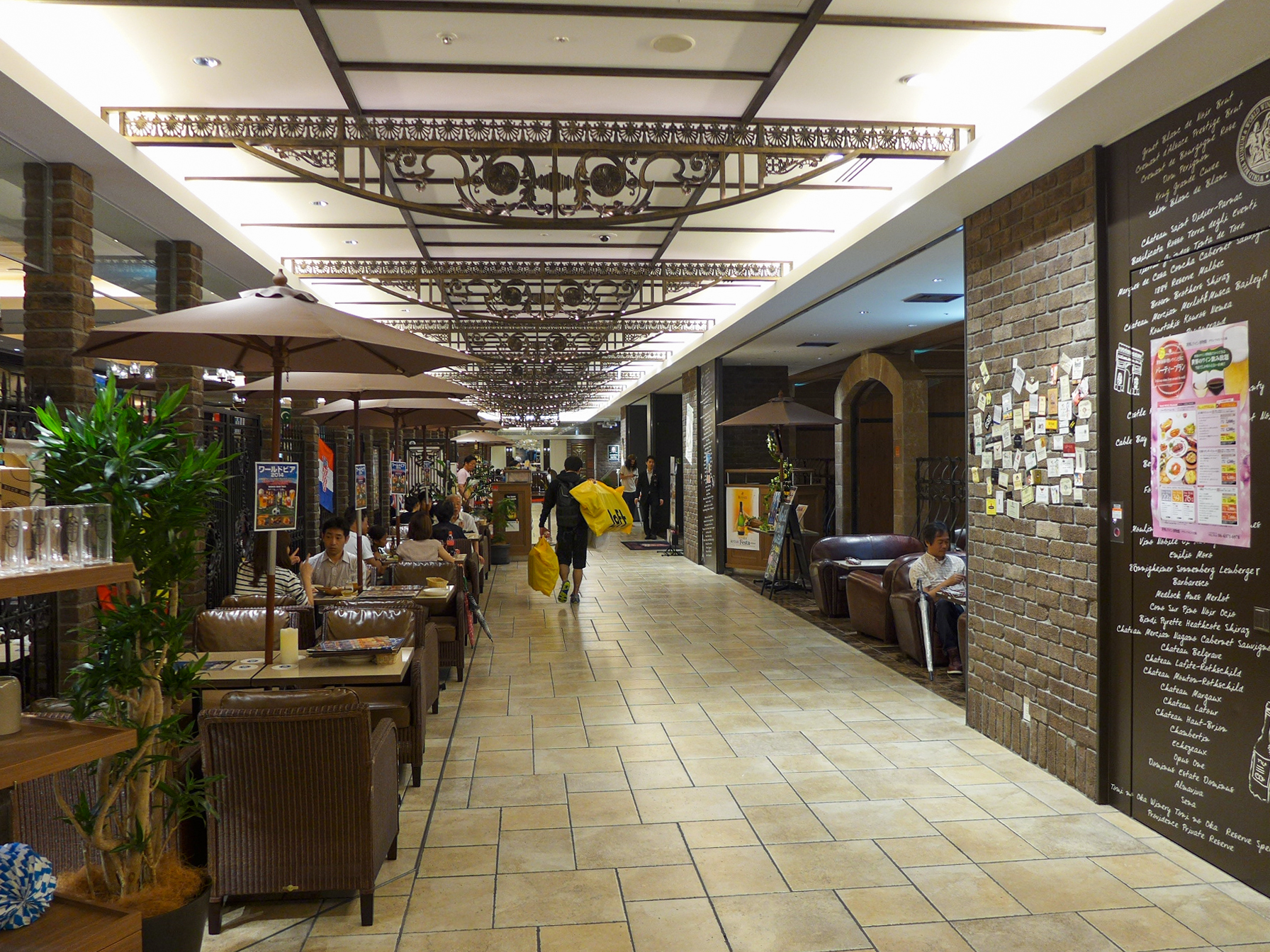
B1層世界啤酒博物館
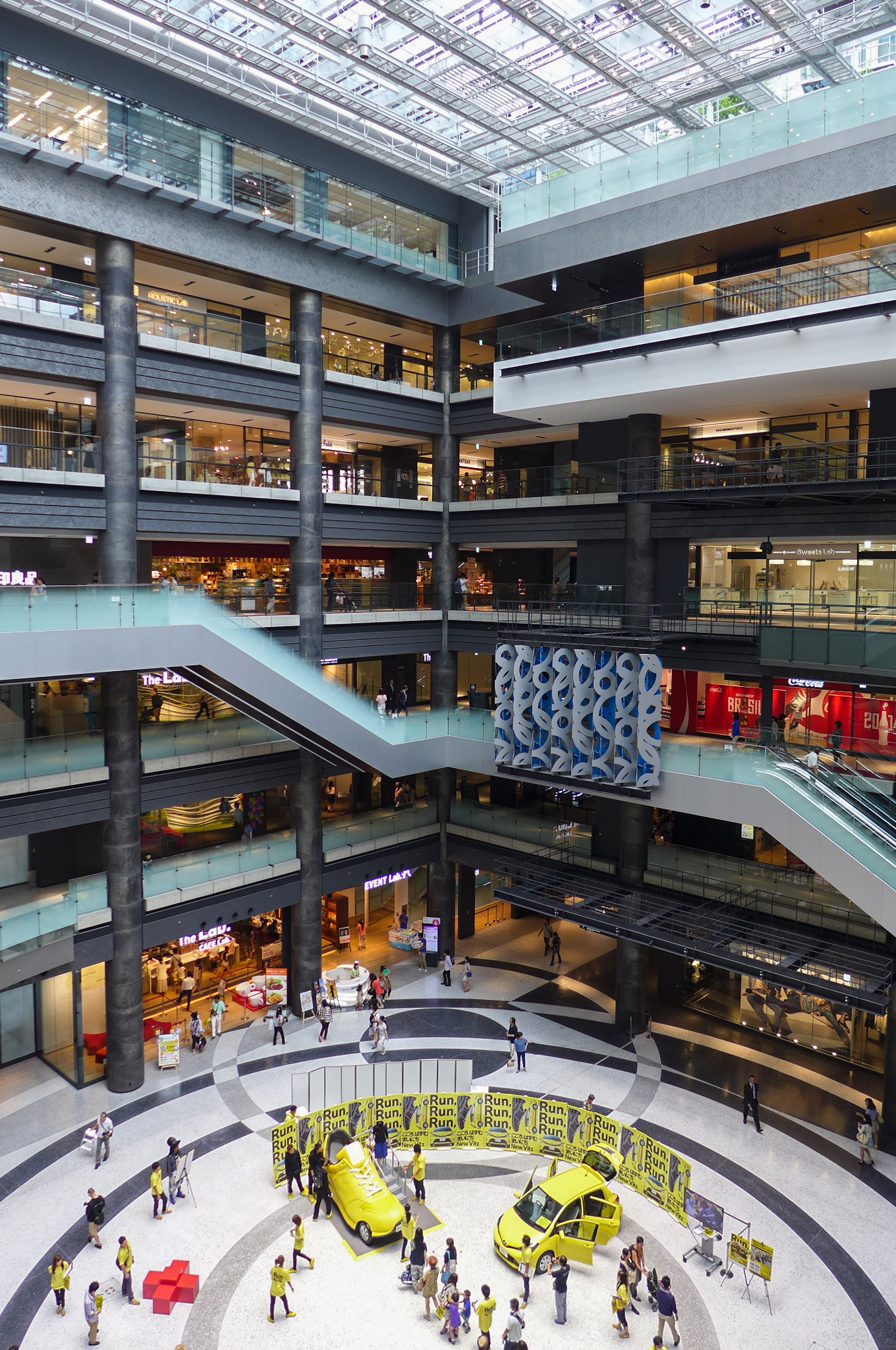
北館主中庭
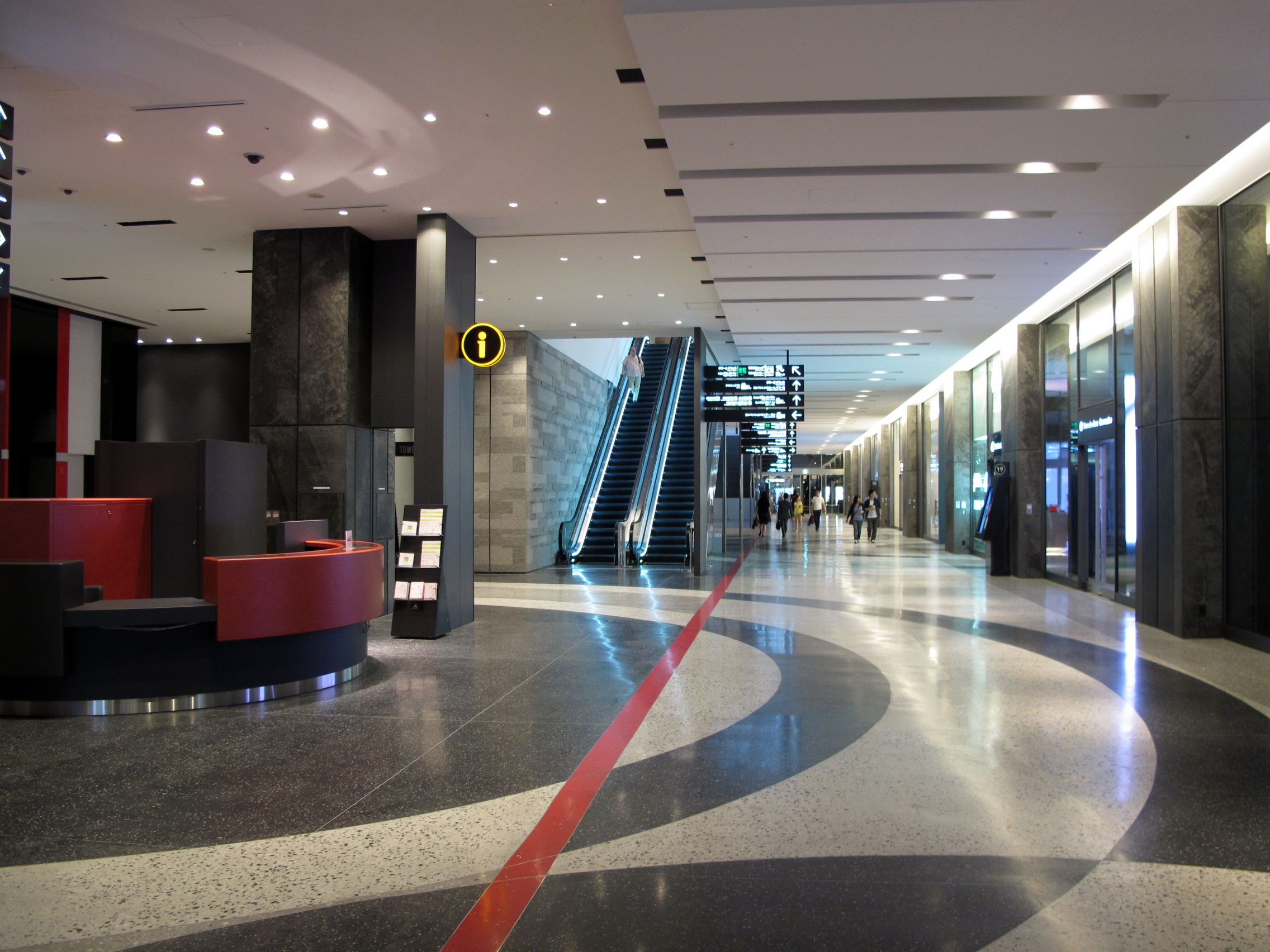
1樓通道
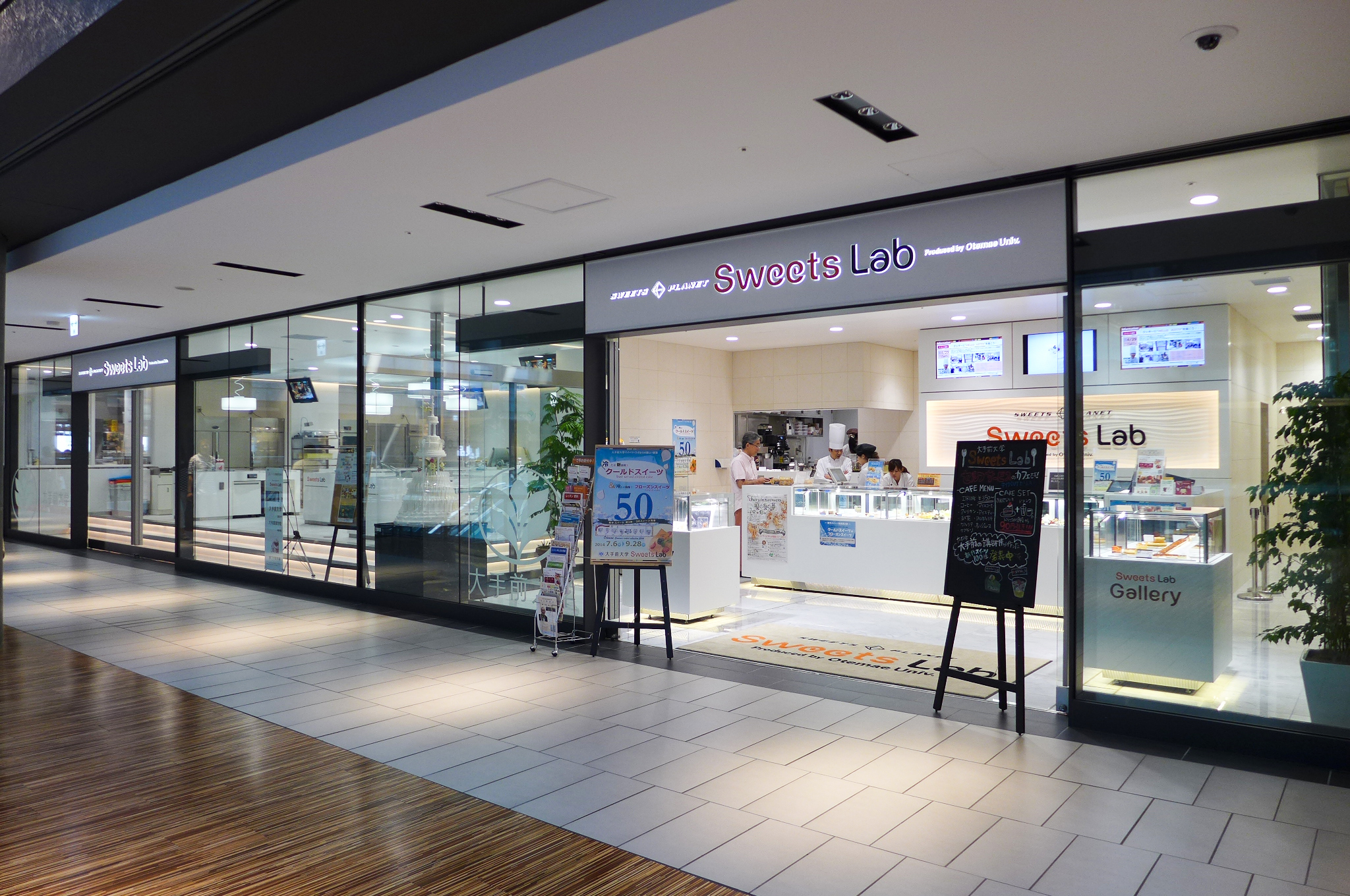
4樓Sweets lab
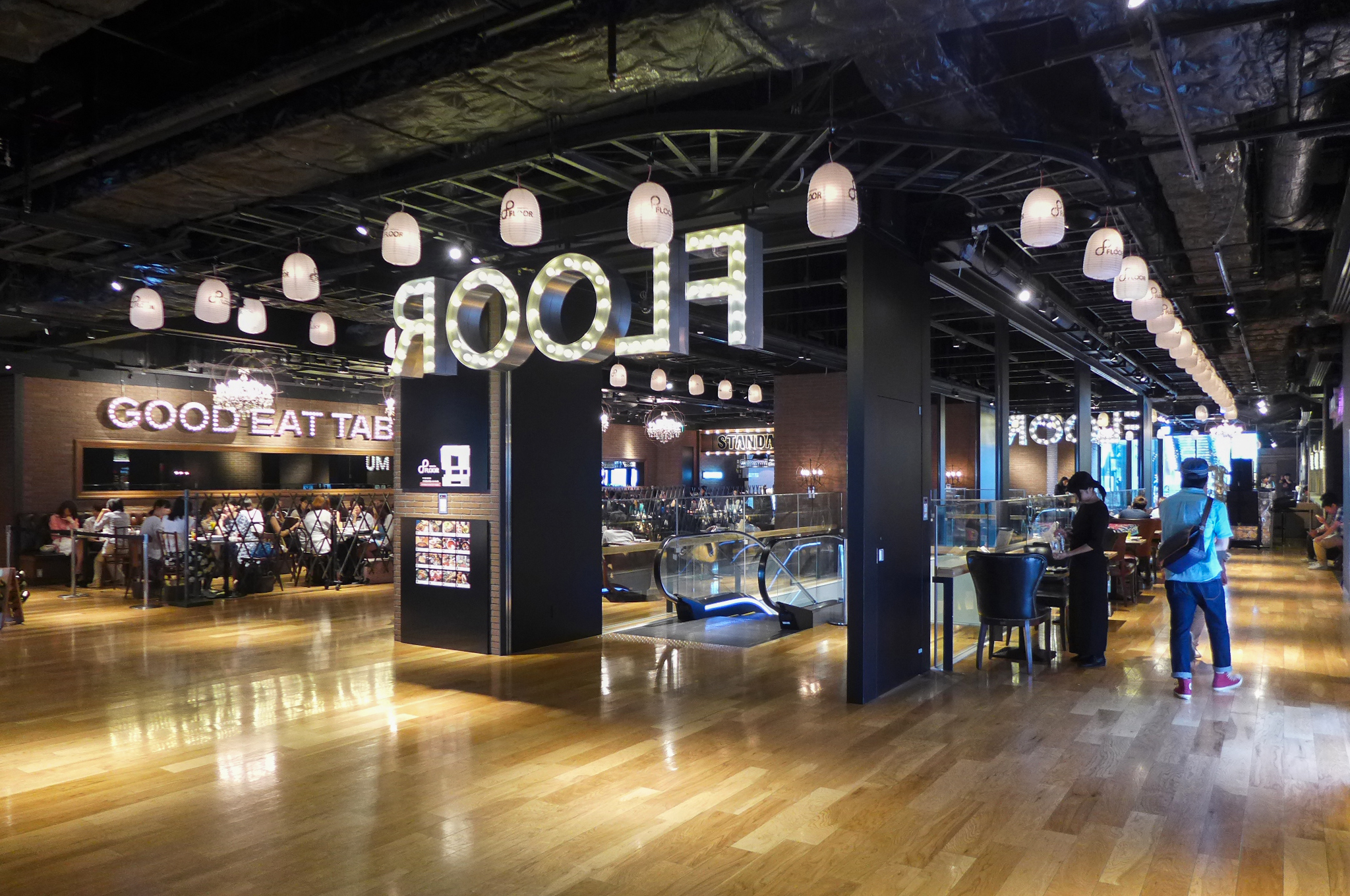
6樓「深夜食堂」8 Floor
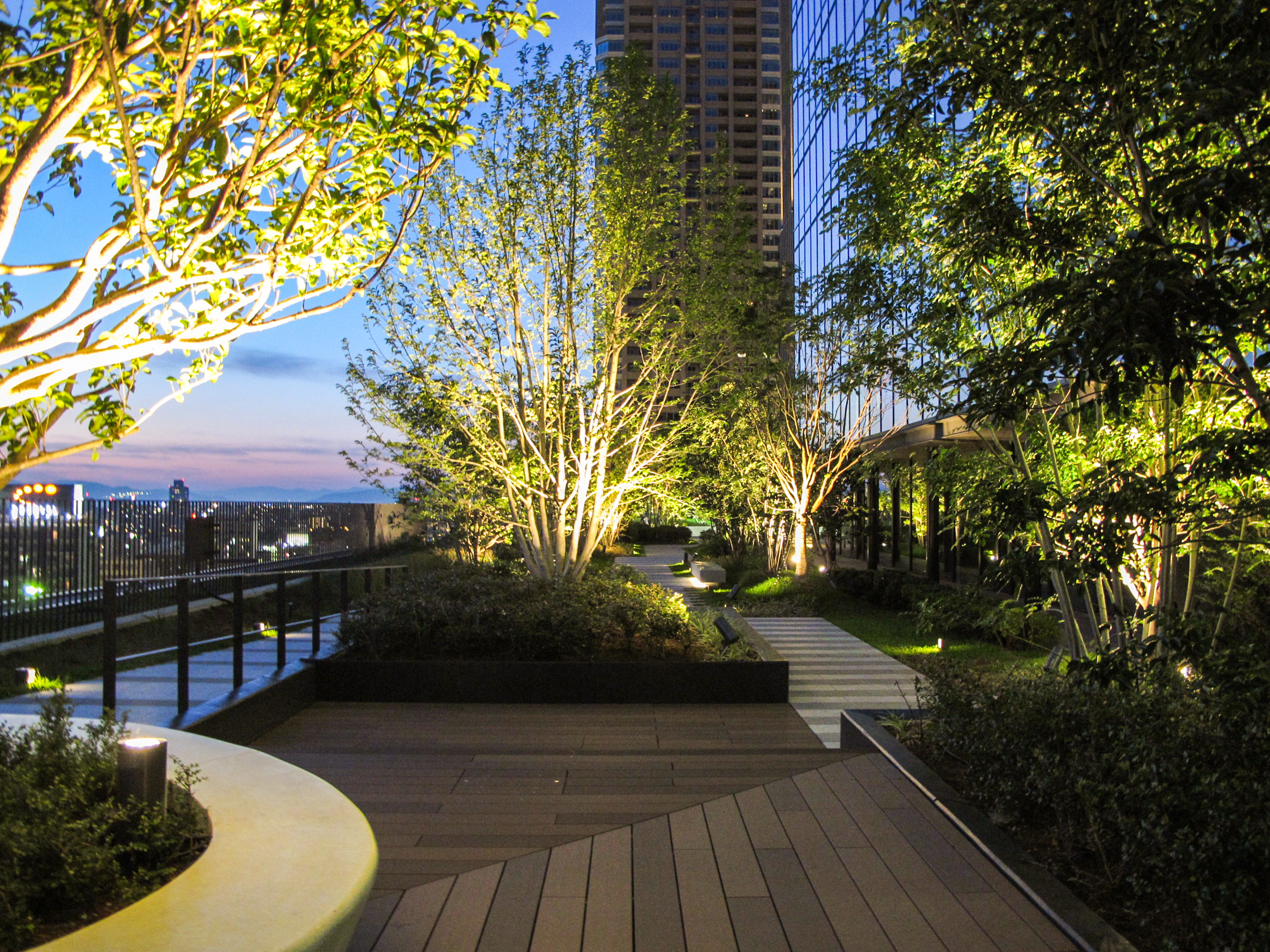
7樓天台花園

## 住宅

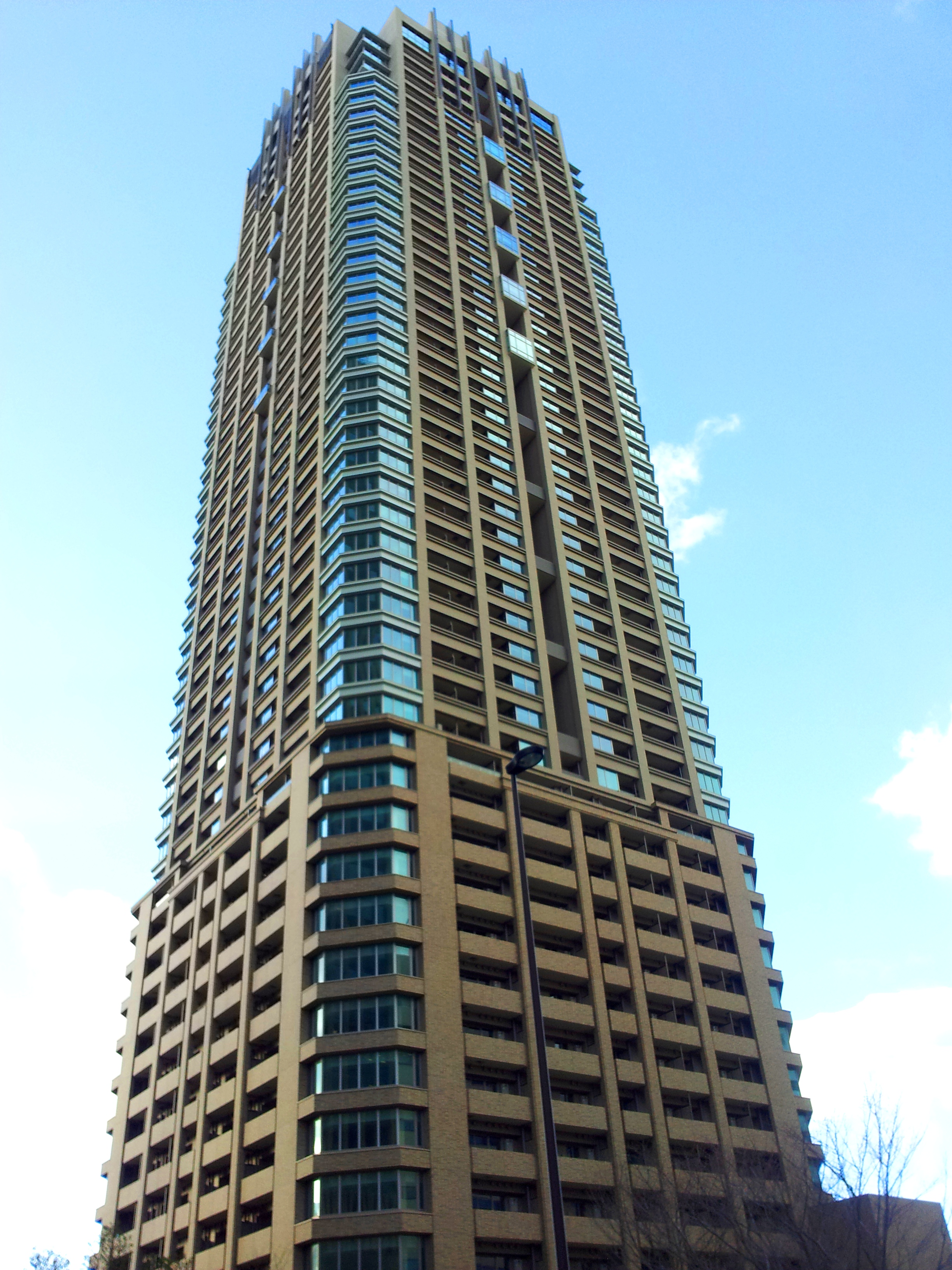
グランフロント大阪オーナーズタワー

為獨立的單棟住宅，樓高48層。

## 酒店
大阪洲際酒店於2013年7月開幕，為五星級酒店，設272間客房。

## 交通

### 鐵路
- 大阪站 （西日本旅客鐵道（JR西日本））
- 梅田站 （大阪市營地下鐵御堂筋線、阪急電鉄、阪神本線）
  - 東梅田站 （大阪市營地下鐵谷町線）
  - 西梅田站 （大阪市營地下鐵四つ橋線）
- 北新地站 （JR東西線）

### 巴士
- UMEGLE-BUS

## 相關連結
- OSAKA STATION CITY
- 梅田
- 鐵道建設、運輸施設整備支援機構

## 外部連結
- Grand Front Osaka 網頁 （页面存档备份，存于）
- Grand Front Osaka 租戶名單 （页面存档备份，存于）
- UMEKITA FLOOR （页面存档备份，存于）
- KNOWLEDGE CAPITAL （页面存档备份，存于）